# Морозовская волость (Медынский уезд)
Морозовская волость — административно-территориальная единица, дворцовая волость, входила в состав Медынского уезда, по описанию 1782 года. До этого относилось к Можайскому уезду.

## История
В XVI веке центром волости было село Морозово, построенное на пустовой церковной земле архангела Михаила крестьянами-карелами. В XVII веке центр волости — село Строилово. На рубеже XVIII—XIX веков центр волости переходит в село Дорохово и волость называется Дороховской.
В середине XVII века Морозовская волость подверглась сильному воздействию эпидемии чумы, что привело к практически полному запустению территории.
В XVII веке волость стала местом расселения карел Медынского уезда, бежавших в Россию от шведской интервенции. В переписных книгах Медынского уезда Тимофея Муромцева 1665 года сказано, что на дворцовой пустоши, где была церковь архистрага Михаила на реке Сохне, поселились крестьяне в прошлых годах по призыву корелянина Кирилла Космина без указу.
По данным переписной книги в 1716 году крестьяне той же пустоши построили Архангельскую церковь на прежнем месте. В прошении об освящении говорится, что церковь построена «в дворцовой новопоселебной Морозовской волости в селе Морозове». В приход вошли деревни Куповка, Поповка, Пенези и Хвощи.
В 1716 году также были построены церкви в селах Строилово и Морозово.
В 1735 году в дворцовых селах Морозовской волости Можайского уезда в бега ушло более половины всего населения.
В 1739 году заводчики Меллеры просят места и отвода под завод в Медынском уезде, в дворцовой Морозовской волости.
В 1802 году к Морозовской волости отнесены крестьяне Шатринского монастыря.
Уже в советское время население бывшей Морозовской (Дороховской) волости продолжает называть себя карелами.

## Состав волости (на 1782 год)
В волость входило село Стройлово, погост Пречистенский, деревни и пустоши:
- пустоши:
  - Починок — на берегах безымянного оврага
  - Пачканино — на берегах Извери.
  - Поповка — на берегах Руденки, 55°02′31″ с. ш. 35°18′18″ в. д.HGЯO
  - Доронина — на берегу речки Самороковки
- деревни
  - Пуповка —на правом берегу речки Жеремеселки
  - Кослакова — на суходоле
  - Куновка (малая и большая) — на левом берегу реки Сохны
  - Сотникова — на левом берегу речки Удвы
  - Стрекалова — на суходоле
  - Катилова — по обоим берегам безымянного оврага
  - Поповка — на левом берегу реки Сохны
  - Курова — на суходоле
  - Пенизи — на правом берегу речки Жеремеселки
  - Мочалки — на левом берегу речки Жеремеселки
  - Кишнева — на правом берегу реки Изверь
  - Морозовка — на левом берегу реки Сохны
  - Хвощи — на берегах реки Сохны
  - Аксеновка — на левом берегу реки Изверь
  - Семеновка — на правом берегу безымянного ручья
  - Износка — на суходоле
  - Какушкина — на берегу речки Круголки
  - Горбатова — на берегах речки Тининки
  - Калиновка — на берегах безымянного ручья
  - Ухова — на берегах безымянного ручья
  - Сигова — по обе стороны речки Сиговки
  - Уколова — на берегах безымянного ручья
  - Данилова — на левом берегу речки Тининки
  - Драховая — на левом берегу речки Крапивинки
  - Носова — на суходоле
  - Тетеева — на левом берегу речки Тининки
  - Алешня — на правом берегу безымянного ручья
  - Аврамова — на правом берегу реки Изверь
  - Зиновьева — на левом берегу речки Нерощенки
  - Горки — на суходоле
  - Алексеевская — на правом берегу речки речки Нерощенки
  - Елизарьева — на суходоле
  - Иващева — на обоих берегах в верховьях речки Сухошки
  - Пелагейна — на суходоле